# Ассоциация армянской молодёжи Москвы
Ассоциация армянской молодёжи Москвы, ААММ (арм. Մոսկվայի հայ երիտասարդության ասոցիացիա) — российская общественная организация, объединяющая армянскую молодёжь города Москвы. Создана с целью укрепления и развития дружественных отношений между Российской Федерацией и Республикой Армения, консолидации армянской молодёжи Москвы, реализации их гражданских прав и национально-культурных интересов.
И.о. Президента организации является Элина Айрпетян.

## История
3 марта 2011 года в Московском государственном институте международных отношений 12 армянских студенческих объединений основали Ассоциацию армянской молодёжи Москвы, которая стала первой крупной армянской молодёжной организацией Москвы, куда впоследствии вошло около 30 армянских студенческих организаций.
Одним из поводов создания организации являлось отсутствие в Москве сильной армянской молодёжной организации.
Ассоциация принимает активное участие в общественно-политической сфере, в частности, организация является единственным армянским молодёжным объединением, входящим в московское отделение Координационного совета мероприятий, приуроченных к 100-летию памяти жертв Геноцида армян. Помимо этого, ААММ принимала участие в предвыборной кампании президента Российской Федерации, организовала митинг против экстрадиции азербайджанского офицера Рамиля Сафарова։
Активисты Ассоциации организуют и принимают участие в различных форумах, круглых столах, встречах.
Каждый год 24 апреля организация проводит массовые акции и митинги в память жертв Геноцида армян.
30 ноября 2012 года в концертном зале РГУНиГ «Губкинец» состоялся концерт «Россия — Армения. Диалог музыкальных культур», в котором были представлены работы армянских и российских классиков музыки.

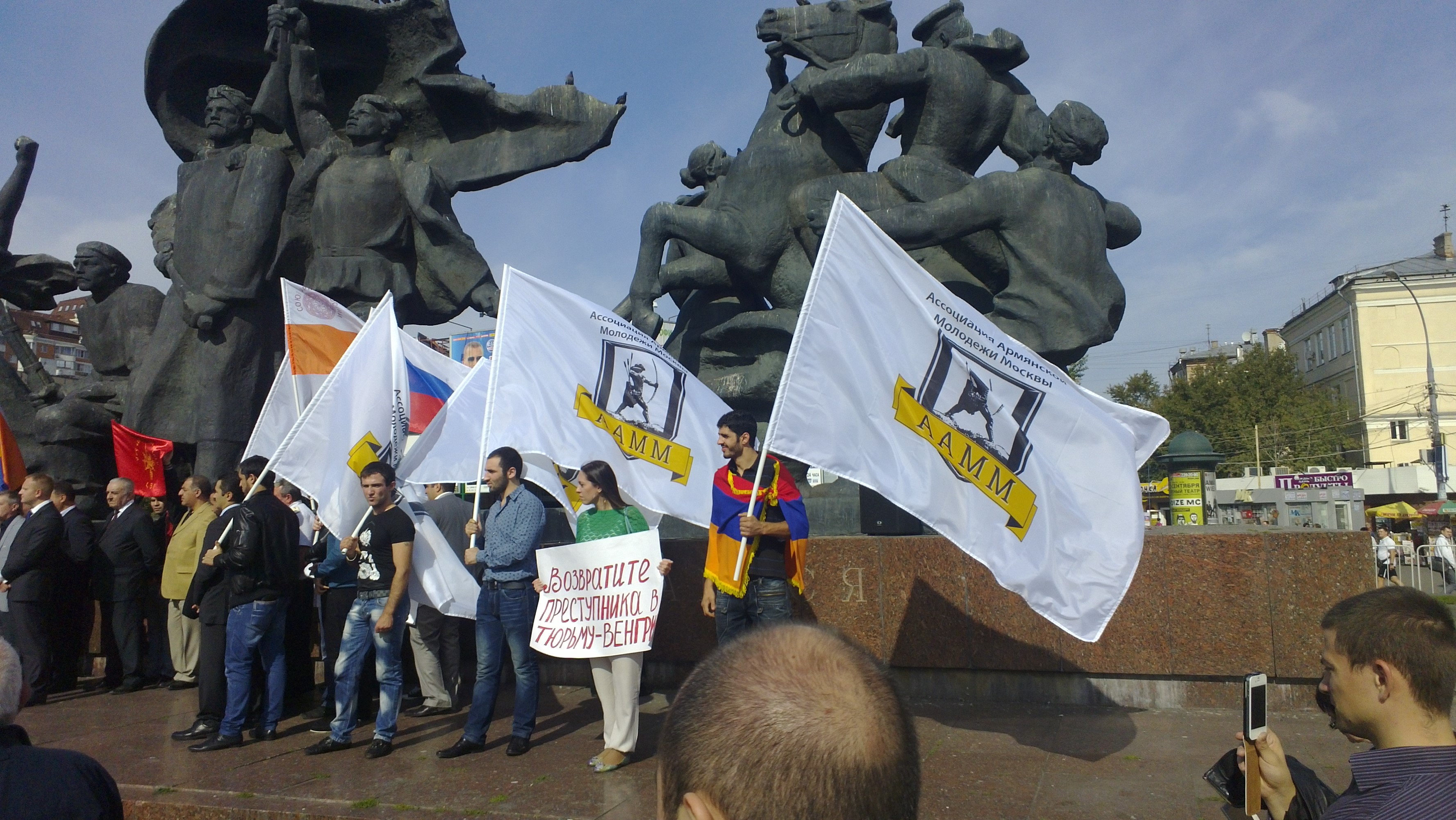
Активисты ААММ во время митинга

27 ноября 2013 года в рамках проекта «Дни Еревана в Москве» в Музее современной истории России открылись три выставки, объединенные общей темой — культурой Армении. На торжественной церемонии открытия выступили директор музея Сергей Александрович Архангелов, мэр Еревана Тарон Маргарян, начальник Управления культуры и туризма мэрии Еревана Камо Мовсесян и начальник отдела зарубежных и межрегиональных связей департамента культуры города Москвы Павел Сергеевич Нохрин. ААММ организовала выставку «Молодые армянские художники». Мэр Еревана Тарон Маргарян, знакомясь с работами молодых авторов, выразил готовность помочь им организовать выставку в Армении.
22 декабря 2013 года в Концертном зале «Акс Арт» состоялся вечер армянской классической музыки «Тайны Армении» в рамках одноимённого проекта проекта при поддержке Министерства культуры России и Правительства Москвы.
В 2014 году Ассоциация открыла клуб боевого самбо «Монте», который возглавили мастера спорта боевого самбо и бокса Грачья и Месроп Бадаляны.
В 2014 году ААММ организовали крупный сбор средств для беженцев и пострадавших в сирийском городе Кесабе, а 4 апреля был организован полутысячный митинг в поддержку жителей Кесаба.

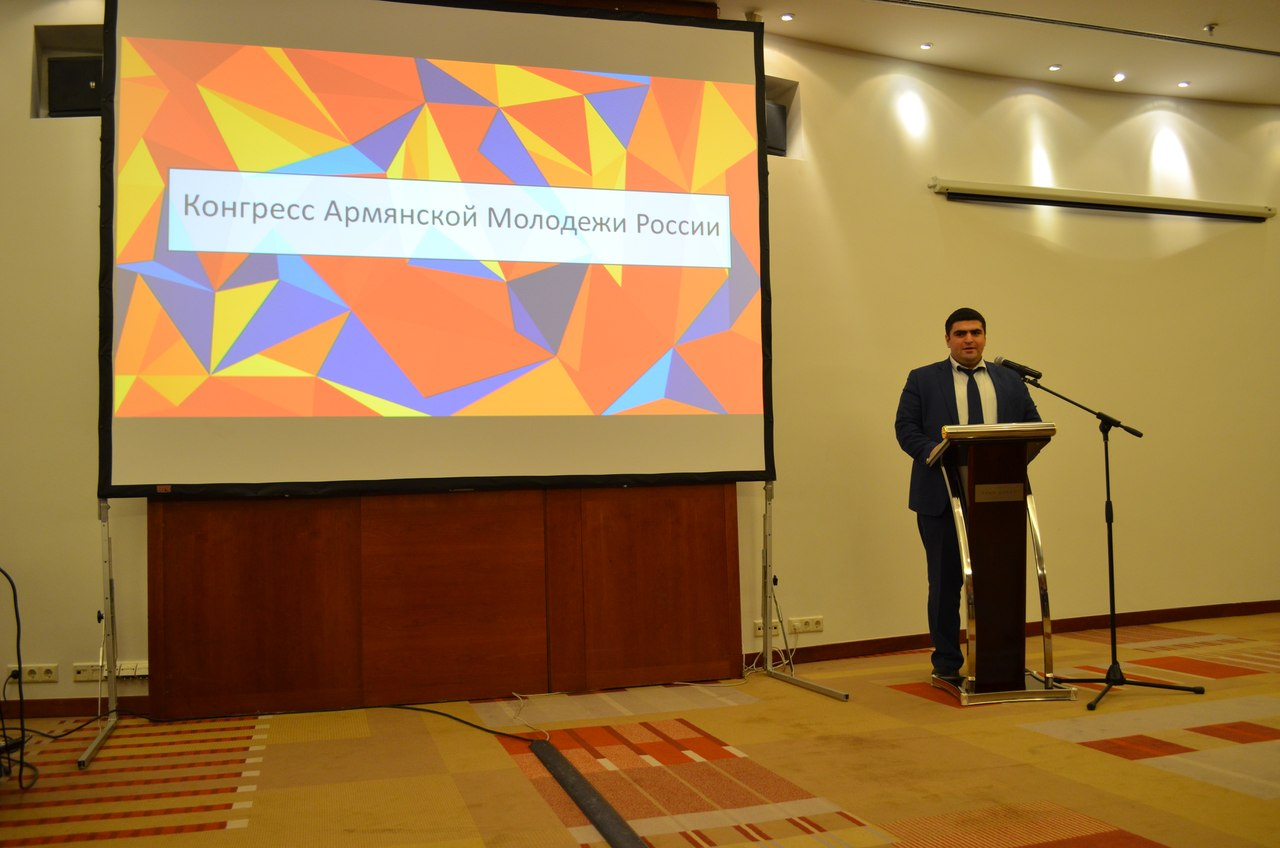
Андраник Овсепян на учредительном собрании Конгресса армянской молодёжи России (КАМР)

3 июня 2014 года в Большом зале Московской консерватории Ассоциация организовала концерт классической музыки, приуроченной к 145-летию со дня рождения великого армянского композитора Комитаса.
29 июня 2014 года делегация ААММ была принята президентом непризнанной Нагорно-Карабахской Республики Бако Саакяном. На встрече были обсуждены вопросы, касающиеся внешней и внутренней политики НКР, региональных процессов и связей между Арменией и армянской диаспорой. Президент НКР высоко оценил роль армянской общины России в деле развития Арцаха, обратив особое внимание на патриотическое воспитание молодежи и укрепление её связей с родиной, а также отметил важность работы Ассоциации армянской молодежи Москвы, добавив, что организации следует углубить свои связи с НКР.
В 2013 и 2014 годах ААММ являлась соорганизатором совместно с мэрией Еревана масштабных трёхдневных ярмарок армянских товаров «Золотой Гранат» в честь Дня независимости Армении, проходивших на площади Революции.
В 2017 году при поддержке Ассоциации армянской молодёжи Москвы был основан профессиональный футбольный клуб «Арарат», базирующийся в Москве.

## Структура
В ААММ входят 27 армянских студенческих организаций высших учебных заведений Москвы. Главными органами Ассоциации являются Совет и Правление։
Совет ААММ — главный орган ААММ, который принимает стратегические решения, связанные с развитием и политикой. Совет состоит из глав 27 студенческих вузовских организаций, которые выражают голос армянской молодёжи соответствующего вуза.
Правление ААММ — исполнительный орган организации. Правление состоится из глав департаментов и двух вице-президентов ААММ. В Ассоциацию входит 7 департаментов, каждый из которых отвечает за отдельное направление деятельности ААММ: образовательный, юридический, культурный, спортивный, сми и PR , кадровый и благотворительный. Каждый департамент имеет ряд проектов (от 4 до 10) во главе со своим руководителем.
Президент ААММ − руководитель организации, строит внешнюю политику, следит за реализацией целей во внутренней структуре, избирается Советом раз в два год. Президент имеет советников, которые имеют собственны направления деятельности.

### Президенты организации

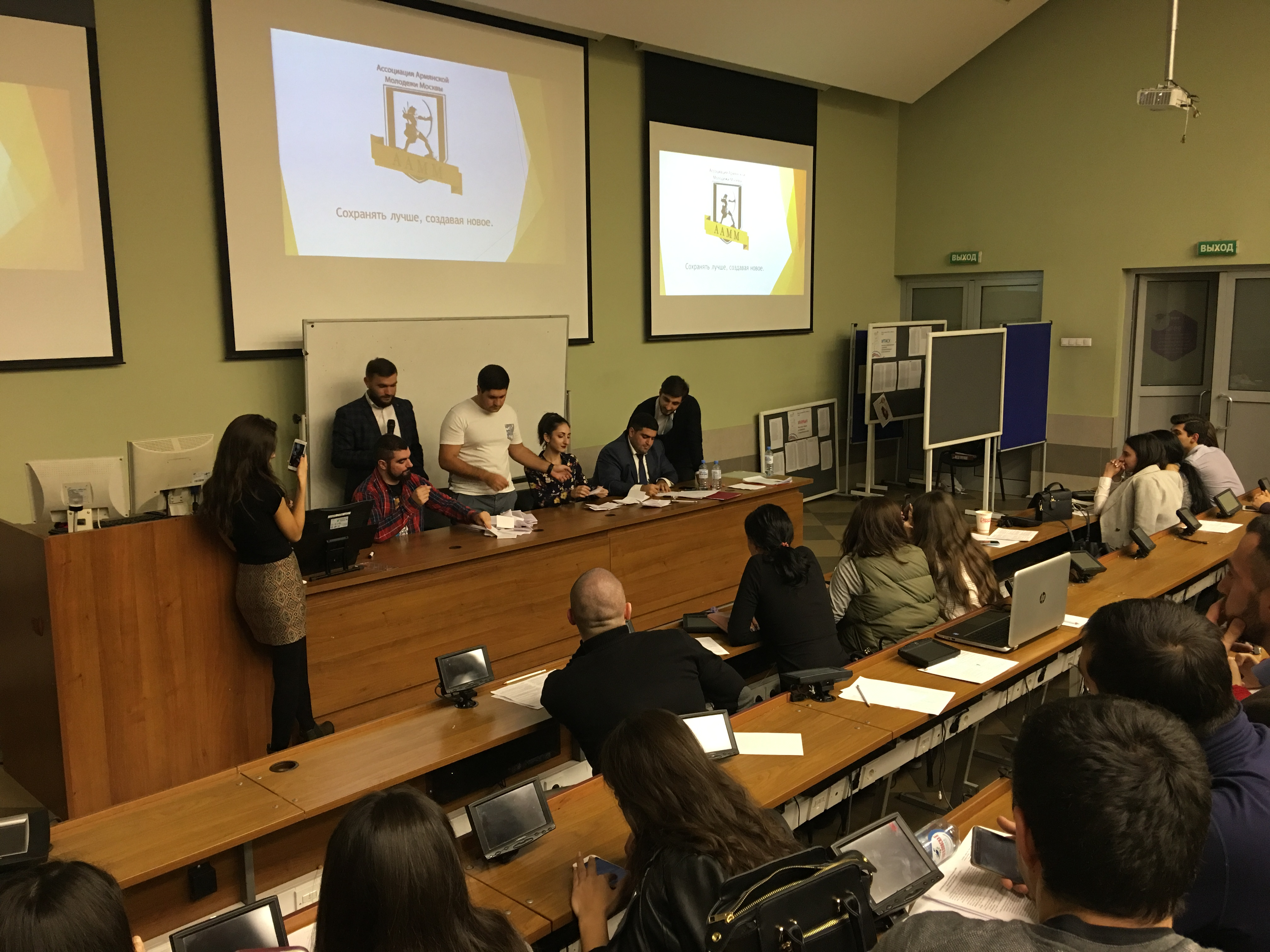
Выборы президента ААММ, 28 сентября 2017 года

- 3 марта 2011 года − 14 марта 2012 года  — Генри Сардарян[19].
- 14 марта 2012 года − 28 сентября 2017 года — Андраник Овсепян (в 2015 году переизбран на второй срок)[1][19].
- 28 сентября 2017 года − 8 июля 2018 года — Акоп Абрамян (избран путём выборов 28 сентября 2017 года).
- C 8 июля 2018 года — Элина Айрапетян